# هوسار

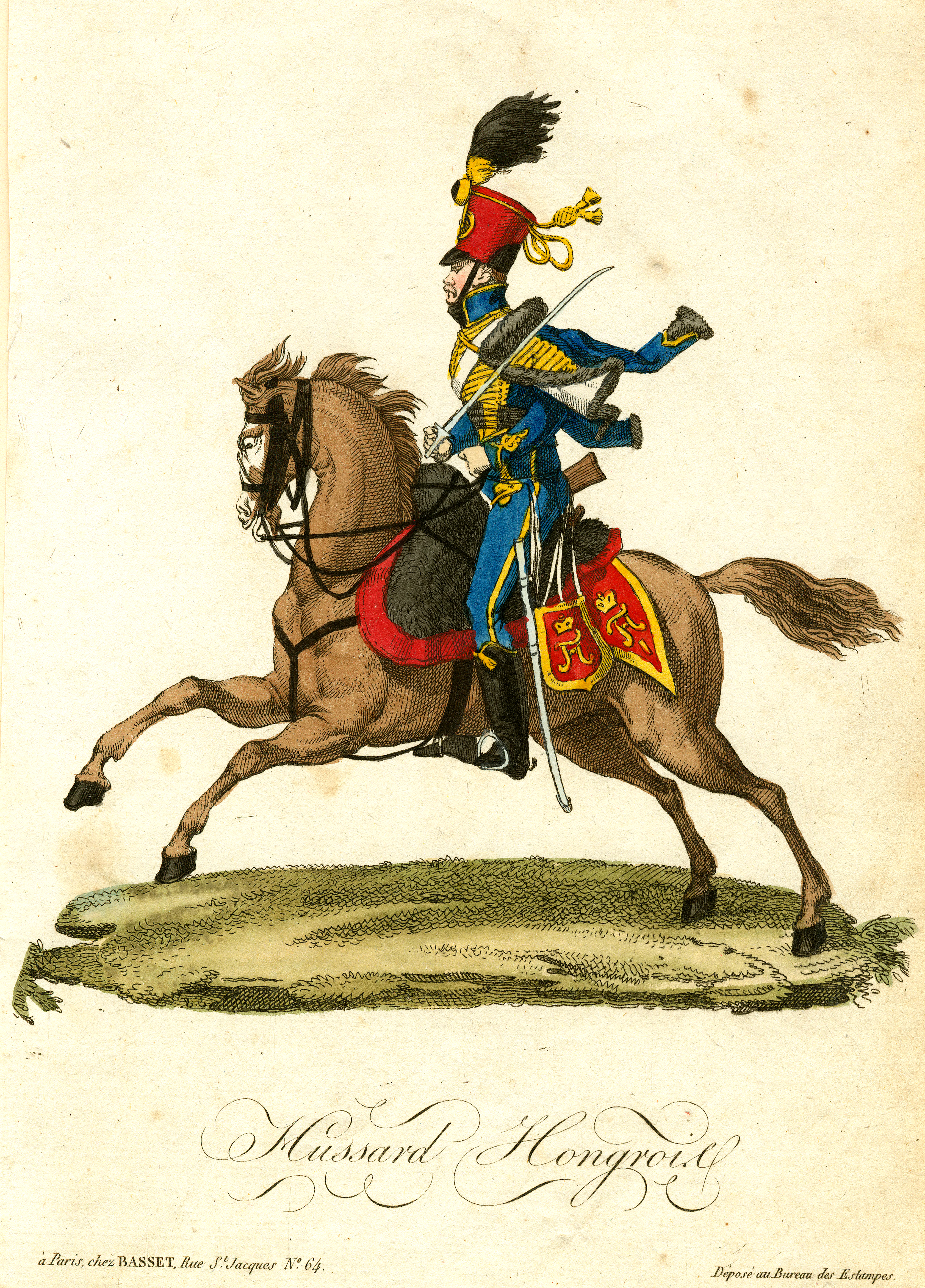
هوسار مجار، حدود ۱۸۳۰

هوسار (مجاری: huszár؛ لهستانی: husaria و آلمانی: Hussaren) گروهی از تیپ سواره‌نظام سبک است که ابتدا در قرن پانزدهم، زمان ماتیاش کوروینوس در مجارستان پا گرفت. عنوان و لباس متمایز این سوارکاران توسط هنگ‌های سواره‌نظام سبک در ارتش‌های اروپایی در اواخر قرن ۱۷ و ۱۸ مورد استفاده قرار می‌گرفت. فرم هوسارهای قرن نوزده متشکل از ژاکت مزین به قیطان و کلاه کاسکتی پردار با نام شاکو یا کلاه بازبی، تصویری رمانتیک از خوش‌تیپی و ماجراجو بودن ارائه می‌داد. هوسارها امروزه نیز در رژه یا اسکورت تشریفاتی، یونیفورم‌های تاریخی بر تن می‌کنند.

## ریشه‌شناسی
بر سر اشتقاق واژه هوسار اختلاف است و چندین نظریه وجود دارد.
بنا بر فرهنگ وبستر واژه از Huszár در زبان مجاری گرفته شده، که ریشه آن به هوسار در صربی قرون وسطایی بازمی‌گردد (سیریلیک: хусар، یا گوسار، سیریلیک: гусар) و معنای دزد دارد. تاکتیک‌های گروه حمله هوسارهای آغازین شبیه لشکر دزدان علیه عثمانی استفاده می‌شد. در صربی مدرن آن واژه به دزد دریایی گفته می‌شود.
نظریه دیگر این است که این اصطلاح اصالتی مجاری دارد و مطلقاً بی‌شباهت به گوسار صربی است. تاکتیک و مهارت سوارکاران هوسار مشخصه جنگجویان اولیه مجارستان بود و در قرون باستان و اوایل قرون وسطی توسط قومیت‌های بسیاری در اوراسیا مانند هون‌ها، آوارها، پچنگ‌ها، کومان‌ها و بعداً توسط مغولان و تاتارها استفاده می‌شد. این نوع سواره‌نظام سبک مخصوص ارتش مجارستان بوده که در ابتدا مجهز به کمان، تیر، نیزه و شمشیر بود و بعداً با تفنگ و کارباین جایگزین شد.
اولین استفاده کتبی از هوسار در اسناد مربوط به سال ۱۴۳۲ در مجارستان جنوبی (در آن زمان منطقه‌ای از پادشاهی مجارستان در مرز امپراتوری عثمانی) یافت شده‌است. این نوع از سواره‌نظام سبک قبلاً در قرن پانزدهم در مجارستان قرون وسطی به خوبی تثبیت شده‌بود.
بر اساس استدلال دانشمندان بیزانسی، این اصطلاح سرچشمه در تمرینات نظامی رومی دارد و از کورساریُس، واژهٔ لاتین نشأت گرفته‌است. کتابچه‌های نظامی بیزانسی قرن دهم از سواره‌نظام سبک بالکان، چُنساریُری به‌ویژه صرب‌ها نام می‌برند، که «ایده‌آل برای جستجو و حمله» بودند. با فروپاشی روم، این واژه متعاقباً در تمرینات نظامی اروپایی باب شد.

## یادداشت
1. ↑  cursarius
2. ↑  chonsarioi